# Bicske
Bicske è una città dell'Ungheria di 11.160 abitanti (dati 2001). È situata nella contea di Fejér.

## Storia
Il primo dovumento ufficiale che nomina la città è datato 1306, ai quei tempi era chiamata Bykche, Biccke, Bykcze, Biczke, Bitske . Il nome della famiglia Byckche è conosciuto fin dal 1258 quando ricevettero numerosi territori dal Re.
Dal 1596 divenne parte dell'Impero ottomano. Il conte Adam Batthyany comprò i terreni della città nel 1642 e costruì il castello che divenne la sua residenza.
Nel XVIII secolo divenne una città ben sviluppata sotto il profilo economico e culturale. La famiglia Batthyany costruì un osservatorio astronomico e un piccolo castello (Hegyi-kastely) per gli astronomi.

## Monumenti e luoghi d'interesse
- Chiesa Cattolica (XVIII secolo) con una pala dipinta da Franz Anton Maulbertsch.
- Castello Batthyany (costruito nel 1754-1755).
- Centro cittadino, dove sono presenti scavi di un tempio antecedente al secolo XV con diverse tombe.
- Rovine dell'Osservatorio astronomico e relativo castello.

## Amministrazione

### Gemellaggi
- Altshausen
- Melegnano
- Băile Tușnad